# 海明 (奥地利)
海明（德語：Haiming）是奥地利蒂罗尔州伊姆斯特县的一个市镇。总面积40.2平方公里，总人口4018人，人口密度100.0人/平方公里（2005年）。